# Rend (mezőgazdaság)

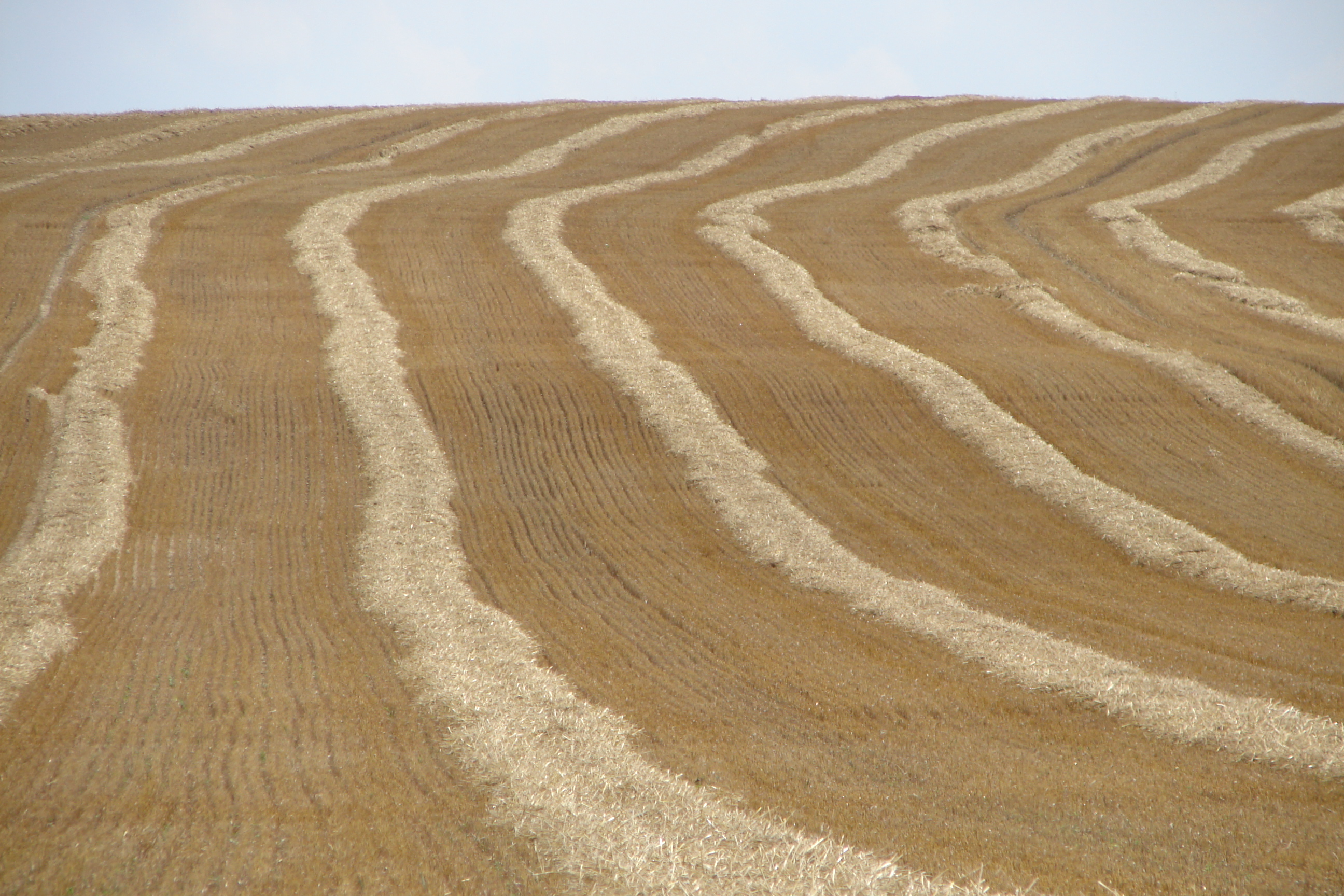
Szalmarend a learatott búzaföldön

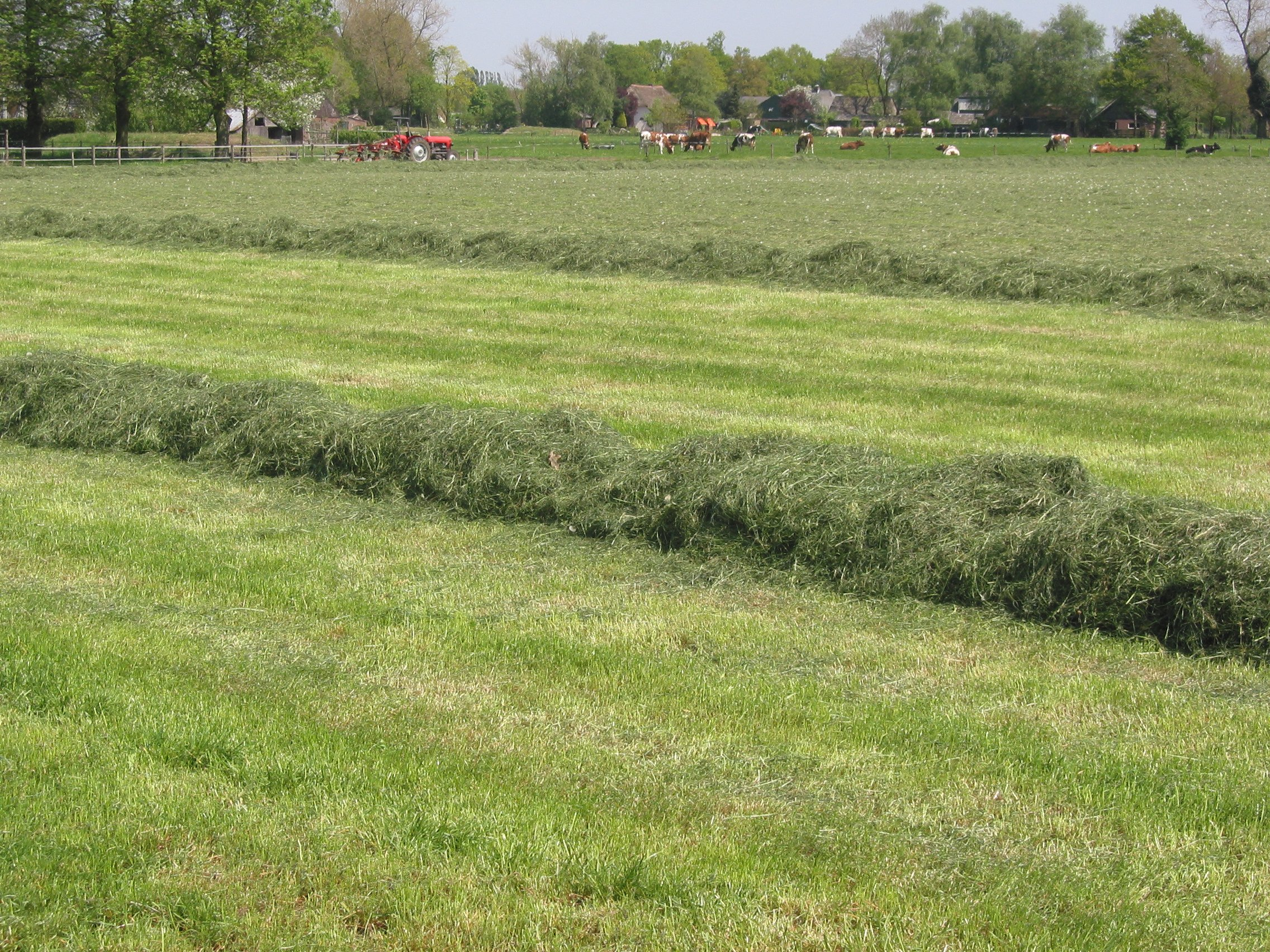
Begyűjtésre váró lekaszált, silózandó széna

A rend egy sor levágott (kaszált) szálas takarmány ( széna, lucerna vagy learatott gabonaszár.)  A haszonállatok egész éves takarmányozásához szükséges szálas takarmányt  áprilistól novemberig terjedő időszakban   szükséges megtermelni.  A  szálas takarmányok kaszáláskor nem légszáraz állapotúak ezért tartósításukról kell gondoskodni. A  tartósítás ebben az esetben szárítást jelent. A  rendet a földeken  szárítják, így lehetővé téve a  további munkafolyamatokat, ami lehet bálázás, vagy  begyűjtés. A rendekbe szedett takarmányt a kaszálás után rendkezelők segítségével  szellőztetik, forgatják  és  tovább rendezik amíg a  kívánt paramétereket elérik a bálázás vagy begyűjtés előtt.
A takarmánynövényekhez használt önjáró kaszák egyszerre vágják le a terményt, és hozzák létre a rendet.

## Fordítás
- Ez a szócikk részben vagy egészben  a   Windrow című angol Wikipédia-szócikk ezen változatának fordításán alapul.  Az eredeti cikk szerkesztőit annak laptörténete sorolja fel. Ez a jelzés csupán a megfogalmazás eredetét és a szerzői jogokat jelzi, nem szolgál a cikkben szereplő információk forrásmegjelöléseként.